# Ice Spice
Isis Naija Gaston, művésznevén Ice Spice (Bronx, 2000. január 1. –) amerikai rapper.
A New York-i Bronxban született és nőtt fel. Zenei karrierjét 2021-ben kezdte, miközben főiskolán tanult, miután találkozott a RiotUSA producerrel. Gaston rapstílusára zenei újságírók is felfigyelték, és „kitörő sztárnak” és „a rap új hercegnőjének” nevezték. Számos díjat kapott, köztük a legjobb új előadónak járó MTV Video Music Awardot, az "Év új előadójának" járó People's Choice-díjat és a BMI R&B/Hip-Hop Awards Impact Awardot. Négy Grammy-elölést kapott, köztük a legjobb új előadót.
Gaston 2022 végén szerzett elismerést a „Munch (Feelin' U)” című dalával, amely trendként terjedt el a TikTokon. Miután a 10K Projectsszel szerződött a Capitol Recordsszal közös vállalkozásban, kiadta a "Bikini Bottom" és az "In Ha Mood" kislemezeket, hogy népszerűsítse bemutatkozó EP-jét a Like..?- ot (2023). Az EP-n megjelent a Billboard Hot 100 toplistáján szereplő "Gangsta Boo" dal Lil Tjay közreműködésével, a "Princess Diana" (Nicki Minajjal), és a "Deli" kislemez is szerepelt a deluxe kiadásában. Ugyanebben az évben számos közös kislemezével aratott további mainstream sikert: Boy's a Liar Pt. 2 (PinkPantheressszel), Karma (Taylor Swifttel) és a Barbie World (Nicki Minajjal és Aquával). Mindegyik dal a Billboard Hot 100 legjobb tíz közé jutott. Ezzel Gaston lett az első rapper, aki négy olyan dalt adott ki, amely ugyanabban az évben a legjobb tíz közé jutott. 2024-es kislemeze, a Think U the Shit (Fart) megelőzte debütáló stúdióalbuma, az Y2K megjelenését.

## Fiatalkora
Isis Naija Gaston 2000. január 1-jén született a New York -i Bronxban. Öt testvér közül ő a legidősebb, Gaston vegyes etnikumú ; apja – Joseph Gaston – nigériai származású afroamerikai, míg anyja – Charina Almanzar – dominikai származású. Ők ketten egy New York-i McDonald'sban találkoztak; Joseph underground rapper volt, Charina pedig egy autókereskedésben dolgozott. Charina tizenhét éves volt, amikor megszülte Gastont. Ők ketten elváltak, amikor Gaston két éves volt.
A későbbi rapper gyermekkorának nagy részét nagyszüleinél és unokatestvéreinél töltötte. Bronxban járt iskolába, és Yonkersben a Catholic Sacred Heart High School- ba, ahol 2018-ban érettségizett. Hétévesen megszerette a hiphopot, miután olyan rappereket hallgatott, mint Lil' Kim és Nicki Minaj. A francia Montana meglátogatta általános iskoláját, amikor Isis negyedik osztályos volt. Ettől kezdve a középiskoláig verseket és freestyle rapeket írt. A Billboardnak adott interjújában Isis kifejtette, hogy apja rapmúltja miatt olyan zenészeket hallgatva nőtt fel, mint Jay-Z, 50 Cent és Wu-Tang Clan. A dalszövegeket iPhone- ja Notes alkalmazásába gépelte, hangszeres hip-hop zenéket hallgatott és hangosan rappelt.  Gaston elmagyarázta: "Amikor megláttam Nickit [Minajt], annyira elbűvöltem. Ő az első női rapper, akit láttam. És azóta is azon voltam, hogy mi szeretnék lenni." Gimnáziumi elsőéves korában az Ice Spice-t választotta művésznevének.
Gaston a New York-i Állami Egyetemre járt a Purchase-ban, ahol az iskola röplabdacsapatának védekező specialistája volt, valamint kommunikációt tanult. A 2018-as szezonban hét meccsen két ütést és kilenc ásást ért el. Másodéves kora körül Gaston kimaradt a SUNY Purchase-ból, és később elmagyarázta, hogy nem hiszi el, hogy az iskola megfelelne számára, és a főiskola elhagyását a „megerőltető ingázásnak” tulajdonította. Később pénztárosként dolgozott a Wendy's and The Gapnél.

## Diszkográfia

### Stúdióalbumok
- 2024 – Y2K!

### Középlemezek
- 2023 – Like..?

### Kislemezei
- 2021
  - Bully Freestyle
  - No Clarity
- 2022
  - Be a Lady
  - Name of Love
  - Euphoric
  - Munch (Feelin’ U)
  - Bikini Bottom
- 2023
  - In Ha Mood
  - Boy’s a Liar Pt. 2 (PinkPantheress közreműködésével)
  - Princess Diana (Nicki Minaj közreműködésével)
  - Barbie World (Nicki Minaj és az Aqua közreműködésével)
  - Pretty Girl (Rema közreműködésével)
- 2024
  - Think U the Shit (Fart)
  - Gimmie a Light
  - Phat Butt
  - Did It First (Central Cee közreműködésével)
  - Oh Shhh... (Travis Scott közreműködésével)

## Fordítás
Ez a szócikk részben vagy egészben  az   Ice Spice című angol Wikipédia-szócikk ezen változatának fordításán alapul.  Az eredeti cikk szerkesztőit annak laptörténete sorolja fel. Ez a jelzés csupán a megfogalmazás eredetét és a szerzői jogokat jelzi, nem szolgál a cikkben szereplő információk forrásmegjelöléseként.

## További információ
- Hivatalos oldal
- Ice Spice a Facebookon
- Ice Spice az Internet Movie Database-ben (angolul)